# Žarko Grabovac
Žarko Grabovac (Servisch: Жарко Грабовац) (uitspraak: Zjarko Grabovats) (Ruma, 16 juni 1983) is een voormalige Servische profvoetballer (aanvaller), met tevens de Nederlandse nationaliteit.

## Carrière
Grabovac begon serieus met voetballen in Nederland. Hij begon in 1986 als aanvaller in de jeugd bij amateurclub JVC '31. In 1996 ging hij naar TOP Oss waar hij in 2000 als amateur bij de selectie van het eerste elftal kwam. Hij wist daar niet door te breken en, na een verhuur bij de Belgische tweede divisionist KSK Ronse in het seizoen 2001/2002 en een zware blessure eind 2003, verliet hij de club uit Oss in 2004. Grabovac ging terug naar de amateurs om bij Hoofdklasser Geldrop/AEK een zeer succesvolle periode als spits te kennen. De vele doelpunten die Grabovac daar maakte leverde de speler een proefperiode op bij de Engelse profclub Blackpool FC. Hij werd door manager Colin Hendry gezien als een groot talent en de Engelsen contracteerden hem in januari 2005. Blackpool kwam echter in conflict met TOP Oss, dat een opleidingsvergoeding eiste. In 2006 deed het Hof van Arbitrage voor Sport hierover een uitspraak die negatief voor Blackpool uitpakte en die zich toespitste op het feit of Grabovac bij Oss een amateur was. Na een half jaar werd zijn contract bij Blackpool niet verlengd.
Na een stage bij de Limburgse eerstedivisionist Fortuna Sittard dwong hij een contract af als semi-prof. In het eerste seizoen bij Fortuna was hij voornamelijk pinchhitter maar nu is hij daar omgeschoold tot verdediger. Vanaf seizoen 2005/06 is Grabovac uitgegroeid tot een vaste waarde als centrale verdediger bij Fortuna. In 2011 stapte hij op amateurbasis over naar Helmond Sport. Daar werd in 2013 zijn contract niet verlengd en nadat hij geen nieuwe profclub vond, sloot hij aan bij De Treffers. Op 2 september tekende hij alsnog voor Willem II. Begin januari 2014 verliet hij de club om zijn maatschappelijke loopbaan voorrang te geven.

## Statistieken
| seizoen | club            | land      | competitie           | wed. | goals |
| ------- | --------------- | --------- | -------------------- | ---- | ----- |
| 2000/01 | TOP Oss         | Nederland | Eerste divisie       | 0    | 0     |
| 2001/02 | KSK Ronse       | België    | Tweede klasse        | 4    | ?     |
| 2002/03 | TOP Oss         | Nederland | Eerste divisie       | 0    | 0     |
| 2003/04 | TOP Oss         | Nederland | Eerste divisie       | 0    | 0     |
| 2004/05 | Geldrop AEK     | Nederland | Zondag Hoofdklasse B | ?    | 10    |
| 2005    | Blackpool FC    | Engeland  | Football League One  | 3    | 0     |
| 2005/06 | Fortuna Sittard | Nederland | Eerste divisie       | 31   | 2     |
| 2006/07 | Fortuna Sittard | Nederland | Eerste divisie       | 34   | 3     |
| 2007/08 | Fortuna Sittard | Nederland | Eerste divisie       | 37   | 0     |
| 2008/09 | Fortuna Sittard | Nederland | Eerste divisie       | 36   | 2     |
| 2009/10 | Fortuna Sittard | Nederland | Eerste divisie       | 31   | 4     |
| 2010/11 | Fortuna Sittard | Nederland | Eerste divisie       | 23   | 6     |
| 2011/12 | Helmond Sport   | Nederland | Eerste divisie       | 20   | 4     |
| 2012/13 | Helmond Sport   | Nederland | Eerste divisie       | 27   | 2     |
| 2013    | De Treffers     | Nederland | Zondag Topklasse     | 0    | 0     |
| 2013/14 | Willem II       | Nederland | Eerste divisie       | 7    | 0     |
|         |                 |           | Totaal               | 253  | 33    |